# 도이치촌
도이치촌(東市村)은 나라현 북서부, 소에카미군에 속해있던 촌이다.

## 역사
- 1889년 4월 1일 - 정촌제 시행에 의해 소에카미군 도이치촌이 성립하였다.
- 1951년 4월 1일 -  나라시에 편입해, 소멸하였다.

## 교통
- 지정 현도 나라 단바시선(현 국도 제169호선)